# 須洪熙
須洪熙（1927年11月30日－2013年11月17日），台灣水利學家，曾任中华民国經濟部水利司司長。
 

## 簡歷
須洪熙籍貫上海寶山，大學就讀位於台灣台南市的國立成功大學土木工程學系。本科畢業後赴美國留學，獲得加利福尼亞大學柏克萊分校土木工程碩士学位。1951年至1964年，擔任中华民国經濟部台灣電力公司土木處及電源開發處股長，並兼經濟部水資會科長，從事立霧、龍澗、霧社及大甲溪流域各水力計畫之水文調查規劃工作。
1964年至1966年，擔任中華民國援助北非利比亞工程隊工程師，隊長江鴻教授，隊員5人。1966年至1972年，任職聯合國技術協助局水利專家，協助東非烏干達、南美洲阿根廷及中美洲薩爾瓦多等國進行水文調查與規劃工作。
1973年至1993年，任職經濟部水資源統一規劃委員會（水資會）主任委員、總工程師，兼經濟部水利司司長，辦理台灣地區水資源綜體規劃與行政事宜。
須洪熙對於台灣地區之水文有精深之研究，公餘常著專文，先後共六十餘篇，分載國內外工程及水利刊物，其中《論台灣各河流水文與水力》一文，曾獲中國工程師學會五十一年度論文獎，此外並獲中國水利工程學會論文獎三次。專業水利著作《水文與工程》一書更為各國內外大學、圖書館、政府與研究機構收藏並廣泛使用。一生堅守水利工作崗位，任事負責，屢獲嘉獎。因在國外服務多年，精通英語、西班牙語及日語等語言。